# Sint-Joriskerk (Freising)
De Sint-Joriskerk (Duits: St. Georg) is de stadsparochiekerk van de Beierse stad Freising.

## Geschiedenis
De huidige kerk werd vanaf het jaar 1440 ter vervanging van een ouder kerkgebouw als nieuwbouw in laatgotische stijl gebouwd en in 1494 voltooid. Het betreft een drieschepige pseudobasiliek, de gewelven van de beide zijschepen zijn wat lager dan dat van het middenschip. De 84 meter hoge barokke toren werd in de jaren 1679-1689 door Antonio Riva gebouwd, nadat de oude toren wegens bouwvalligheid moest worden gesloopt. Van mei tot oktober kan de toren op zaterdagmiddag tot aan de balustrade worden beklommen. Oorspronkelijk lag er een kerkhof bij de kerk, maar in 1543 werd het kerkhof verplaatst naar een plek buiten de stadsmuur.
In de 19e eeuw werd de kerk bijna volledig met neogotische schilderijen, beelden en altaren ingericht. Vanaf de jaren 1920 groeide echter de kritiek op de neogotische inrichting. Uiteindelijk werd de gehele neogotische inventaris in 1955 verwijderd. Tussen 1967 en 1972 werd het exterieur, toren en dak van de kerk gerestaureerd en tot het jaar 2003 werd de ruimte van de kerk teruggebracht naar de situatie van 1497. Voor het koor werden een nieuw retabel, tabernakel en ambo gemaakt.

## Interieur
Het net- en stergewelf hebben mooi beschilderde sluitstenen. Het crucifix in de triomfboog met een levensgroot corpus ontstond rond het jaar 1450. Aan de westelijke muur van het zuidelijke zijschip bevindt zich een monumentaal vroegbarok beeld van de heilige Joris in strijd met de draak uit het jaar 1660. Drie laatgotische houten altaarpanelen verbeelden op de westelijke muur van het noordelijke zijschip het Jongste Gericht. De kerk heeft tegenwoordig nog slechts twee zijaltaren. Het noordelijke zijaltaar heeft een laatgotisch beeld van de heilige Nicolaas.Op het zuidelijke zijaltaar staat een waardevolle piëta uit de 15e eeuw. Vroeger werden ook mensen in de kerk begraven. Daar herinneren nog de circa 55 grafstenen aan, die deels uit de na de secularisatie afgebroken stiftskerken Sint-Andreas en Sint-Vitus stammen.

## Orgel
Het orgel met 42 registers verdeeld over drie manualen en pedaal werd in 1938 door Willibald Siemann gebouwd.

## Klokken
De stadsparochiekerk bezit een viertal klokken en een kleine overlijdensklok. Deze laatste wordt 's avonds in aansluiting van het Angelus geluid ter nagedachtenis aan de overledenen. Zaterdags om 15:00 uur luiden de drie kleinere klokken vijf minuten lang de zondag in.
| Nr. | Naam                | Gietjaar | Gieter, gietplaats                      | Gewicht (kg) | Nominaal |
| 1   | Heilig Kruisklok    | 1691     | Johann Gordian Schelchshorn, Regensburg | 2300         | c1       |
| 2   | Antoniusklok        | 1950     | Karl Czudnochowsky, Erding              | 1400         | d1       |
| 3   | Christus Koningklok | 1950     | Karl Czudnochowsky, Erding              | 1000         | e1       |
| 4   |                     | 1950     | Karl Czudnochowsky, Erding              |              | g1       |
| 5   | Overlijdensklok     | 1694     |                                         | 105          | a2       |

## Afbeeldingen

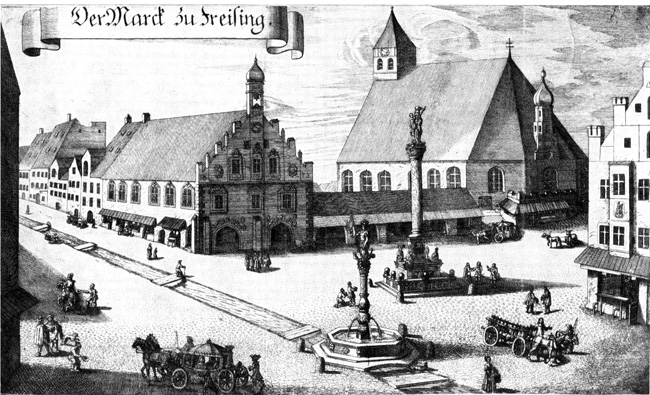
De kerk in 1681
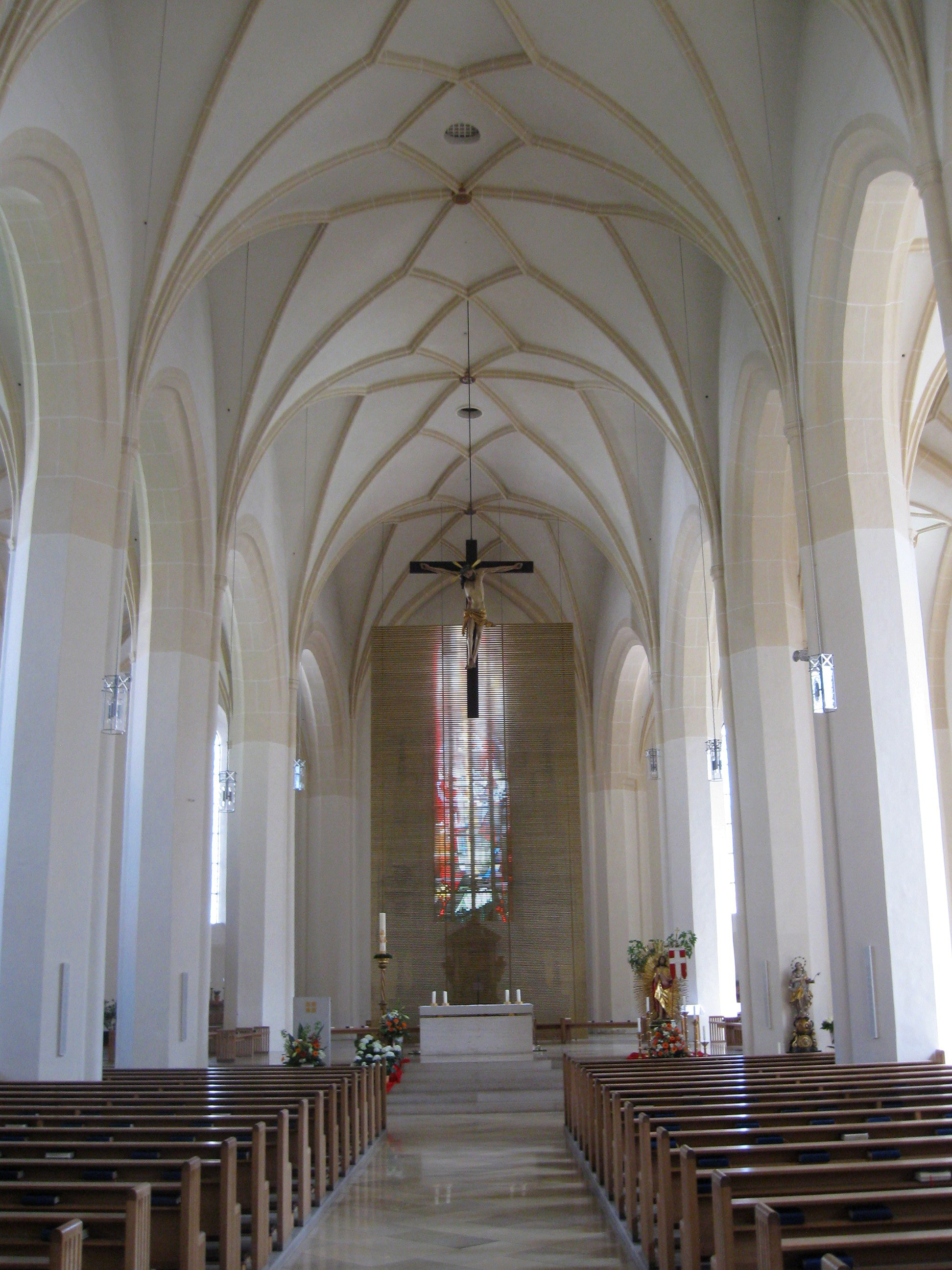
Interieur
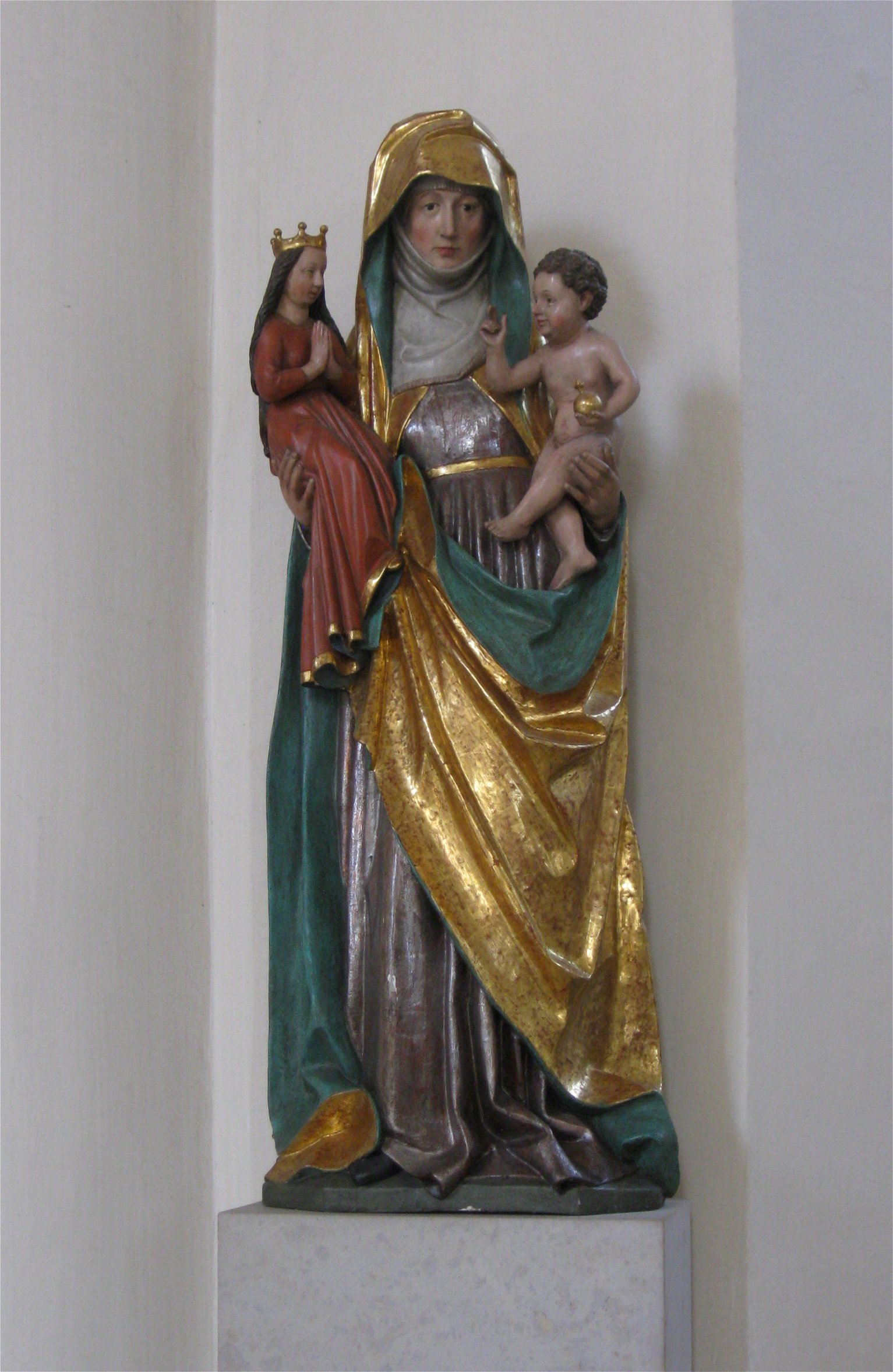
Anna-te-Drieën
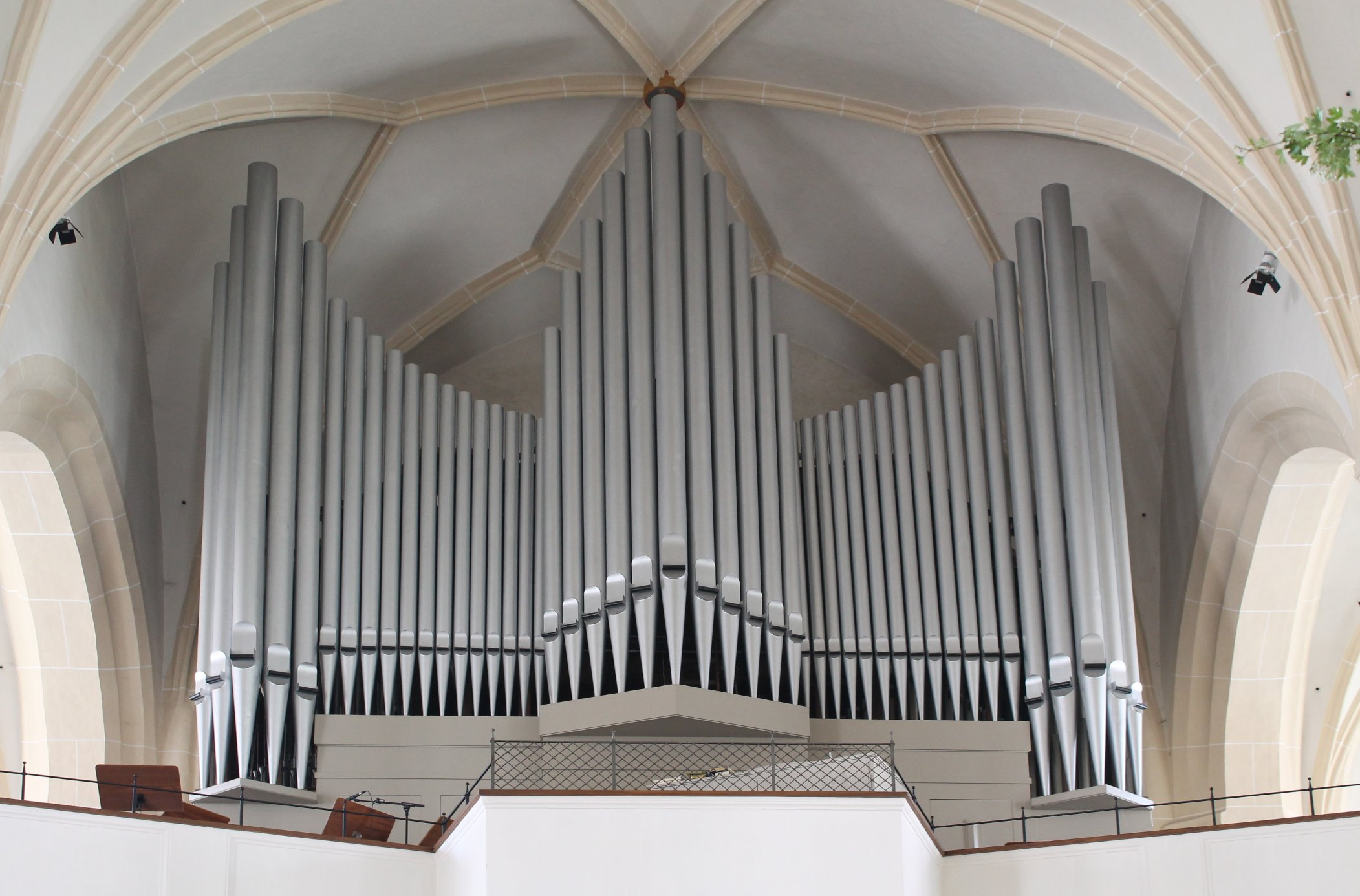
Orgel